# The Reeve's Tale

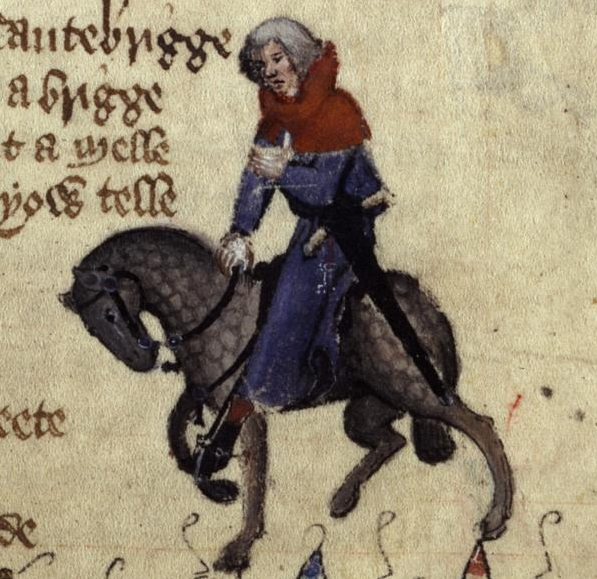
De 'Reeve' in het Ellesmere Chaucer-manuscript van Geoffrey Chaucers Canterbury Tales.

The Reeve's Tale (Middelengels: The Reves Tale) is het derde verhaal in The Canterbury Tales van Geoffrey Chaucer. Het wordt verteld door de 'Reeve' (rentmeester), een timmerman van opleiding. Met dit verhaal over een oneerlijke molenaar neemt hij revanche op The Miller's Tale, waarin de draak wordt gestoken met een goedgelovige timmerman. Net zoals het verhaal van de 'Miller' (molenaar) is dit een satirische fabliau.

## Chaucers beschrijving van de 'Reeve'
In de General Prologue introduceert Chaucer de 'Reeve' als een magere, opvliegende man met een kortgeschoren baard en de haarsnit van een priester.
The reve was a sclendre colerik man

His berd was shave as ny as ever he can

His heer was by his erys ful round yshorn

His top was dokked lyk a preest biforn— GP 589-622
Hij is gekleed in een blauwe overjas met een gordel om het middel zoals een monnik, en aan zijn zijde hangt een roestig mes. De 'Reeve' is afkomstig uit de buurt van het stadje Bawdeswell in Norfolk. Tijdens de pelgrimstocht rijdt hij steeds helemaal achteraan op zijn grijsgevlekt paard. In zijn jeugd heeft hij het vak van timmerman geleerd, maar nu is hij in dienst als rentmeester bij een jonge lord, die hij met gemak om de tuin leidt. Maar hij is een meester in het beheren van het pakhuis, de graanbak en de veestapel van zijn lord. Niemand kan hem op een fout betrappen en hij kent de trucs en het bedrog van iedereen op het grondgebied, wat hem allesbehalve populair maakt. De 'Reeve' heeft wel goed voor zichzelf gezorgd en hij woont in een mooie woning op de heide.

## Synopsis

### The Reeve's Prologue
Toen de pelgrims genoeg gelachen hadden met de goedgelovige timmerman in The Miller's Tale, bleek dat alleen Osewold, de 'Reeve', er aanstoot aan nam. Hij kon ook een verhaal over wellust vertellen, want hij lustte nog wel een groen blaadje, maar daar was hij te oud voor. Prompt begon hij te zeuren over de nadelen van de ouderdom. De waard onderbrak hem echter met het verzoek om geen tijd te verliezen en meteen met zijn verhaal te beginnen. Vooraf verontschuldigde de 'Reeve' zich bij zijn toehoorders, want hij was van plan geen blad voor de mond te nemen. Met zijn verhaal wilde hij de dronken 'Miller' met gelijke munt betalen, want misschien had die wel met opzet over een timmerman verteld om hem te kleineren.

### The Reeve's Tale
In Trumpington, niet ver van Cambridge, woonde Symkyn de molenaar. Hij was getrouwd en hij had een dochter van twintig jaar en zijn zoontje was nog een baby. Symkyn was een herrieschopper en geen mens durfde een vinger naar hem uitsteken. Hij had het alleenrecht op de tarwe uit de omliggende landerijen en zonder scrupules stal hij graan en meel van zijn klanten.
Toen de econoom van het grote college in Cambridge ernstig ziek werd, stal Symkyn wel honderd keer meer dan ooit tevoren. Twee arme studenten, John en Aleyn, kregen daarom opdracht om graan te laten malen en er voor te zorgen dat ze niet bedrogen werden. Met een grote zak graan op de rug van een paard gingen ze op weg naar de molen. Ze vertelden Symkyn dat ze wilden toekijken hoe het malen in zijn werk ging. John zou boven kijken en Aleyn beneden. Symkyn wist meteen dat dit een list was en stiekem liet hij hun paard weglopen. Hij hield ervan om vooral geleerde mensen te slim af te zijn. Nadat het graan gemalen was en het meel in een zak gedaan, ontdekten de studenten dat hun paard weg was. Ze vergaten hun plan om de molenaar niet uit het oog te verliezen en ze gingen meteen op zoek. Ondertussen bakte Symkyns vrouw een brood met de bloem van de studenten.
Pas tegen de avond kregen John en Aleyn het paard te pakken en de molenaar bood hen tegen betaling een flinke maaltijd en een bed voor de nacht aan. Er werd veel bier gedronken en rond middernacht ging iedereen naar bed. In de kleine slaapkamer sliepen Symkyn en zijn vrouw in het bed met de wieg aan het voeteneinde. Hun dochter Malyne had haar eigen bed en de twee studenten deelden het derde bed.
De studenten zonnen op wraak en zodra Symkyn en zijn vrouw snurkten, kroop Aleyn in bed bij de wulpse Malyne en ze waren weldra 'één'. Toen de molenaarsvrouw naar buiten ging om te plassen, zette John de wieg aan het voeteneinde van zijn bed. De vrouw vond de wieg in het donker en kroop in Johns bed. Daar bedreven ook zij de liefde. Aleyn wilde niet betrapt worden en zocht in het donker naar het bed zonder wieg en kroop er in. Hij begon te vertellen wat hij met Malyne gedaan had, waarop de molenaar woedend rechtsprong en hem bij de keel greep. Aleyn sloeg hem op zijn neus. Symkyn viel pardoes op zijn vrouw in het andere bed. De molenaarsvrouw, die dacht dat ze naast haar man lag, zag twee schimmen vechten in het donker, sloeg met een stok en raakte de molenaar op zijn kale hoofd.
Aleyn en John trokken vliegensvlug hun kleren aan en gingen ervandoor zonder te betalen, met het paard, het meel en ook het brood, want Malyne had verklapt waar ze het konden vinden. Zo werd de molenaar met gelijke munt betaald voor zijn misdaden en nam de 'Reeve' met zijn verhaal weerwraak op dat van de 'Miller'.

## Datering en tekst
Chaucer schreef dit verhaal op het hoogtepunt van zijn dichterlijke vaardigheid, maar een precieze datum is niet bekend. De opeenvolging tussen The Knight's Tale, The Miller's Tale en The Reeve's Tale toont aan dat Chaucer toen al besloten had om zijn verhalen aan te bieden in een raamvertelling. Hij zorgde voor een samenhang door zijn pelgrims met elkaar te laten praten. Het is dan ook zeer waarschijnlijk dat hij The Reeve's Tale tijdens de latere jaren van zijn werk aan The Canterbury Tales schreef en dan wel onmiddellijk na The Miller's Tale.
De tekst van The Reeve's Tale, gebruikelijk afgekort tot 'RvT', behoort tot fragment I (A), dat in alle manuscripten zeer samenhangend is.

## Bron en analoge verhalen
Twee jonge mannen die hun gastheer in de luren leggen, waarbij de ene met zijn dochter en de andere met zijn vrouw de nacht doorbrengt, was een zeer populair thema in middeleeuwse fabliaus, vooral wanneer er gebruik werd gemaakt van het motief van de 'cradle-trick', de wisseltruc met de wieg. Er bestaan dan ook een aantal oudere, analoge verhalen in verschillende talen, die waarschijnlijk van generatie op generatie werden overgeleverd. Sommige daarvan komen in aanmerking als bron voor The Reeve's Tale, maar de precieze bron kan niet met zekerheid worden aangetoond.

### Le meunier et les ii clers
Deze 13e-eeuwse Franse fabliau is overgeleverd in twee manuscripten en staat wat betreft intrige dicht bij Chaucers verhaal. De geschiedenis speelt zich af in een niet nader genoemd dorp met naamloze personages, die tot de middenklasse behoren. Alleen wat belangrijk is voor het verhaal wordt over hen verteld: de dochter is mooi, de studenten arm en de molenaarsvrouw heeft een baby in de wieg. De plot is vrijwel dezelfde als die van The Reeve's Tale, tot op het moment waar de molenaar hoort wat de ene student met zijn dochter heeft uitgespookt. Wanneer de man de kamer verlicht, ziet hij zijn vrouw in bed met de andere, waarop hij haar uitscheldt voor hoer en zij hem voor dief. De twee studenten slaan de molenaar in elkaar en gaan er met hun graan vandoor om het elders te laten malen. Over het brood wordt niet gesproken. Er is geen centraal motief en het verleiden van de dochter en de molenaarsvrouw gebeurt niet uit wraak, maar is een schelmenstreek. Als dit Chaucers bron zou zijn, dan verrijkte hij het verhaal ongetwijfeld met veel details en satire. Hij gebruikte het eveneens om verslag te geven van het sociaal-economische leven in zijn tijd.

### Gombert et les deux clers
Deze fabliau is waarschijnlijk tussen 1190 en 1200 geschreven door Jean Bodel. In tegenstelling tot Le Meunier et les ii clers en The Reeve's Tale, wordt er in Gombert et les deux clers alleen de 'cradle-trick' gebruikt en wordt het stelen van meel door de molenaar niet vermeld. In het tweede deel van het verhaal zijn er echter wel overeenkomsten met Chaucer.

### Een bispel van .ij. clerken
Dit van Gomert et les deux clers afgeleide Vlaamse verhaal komt ook in aanmerking als bron voor The Reeve's Tale, want het is zeer waarschijnlijk dat Chaucer ook deze versie kende en verscheidene elementen ervan komen ook voor in Chaucers verhaal.

### Decamerone
Chaucer kende waarschijnlijk de Decamerone van Boccaccio en verstond ook Italiaans, waardoor Decamerone IX, 6 in aanmerking komt als mogelijke bron. The Reeve's Tale vertoont veel overeenkomsten met het verhaal van Boccaccio en bevat details die niet in de andere bekende analoge verhalen voorkomen.

### Das StudentenabenteuerenIrregang und Girregar
Waarschijnlijk kende Chaucer noch het 13e-eeuwse Duitse verhaal Das Studentenabenteuer, noch het daarvan afgeleide Irregang und Girregar. Bovendien is er geen enkele aanwijzing dat Chaucer Duits beheerste of vertrouwd was met de Duitse literatuur. Hoewel beide verhalen bepaalde gelijkenissen vertonen met The Reeve's Tale, zijn er fundamentele verschillen en komen ze zo goed als zeker niet in aanmerking als bron.

## Analyse

### Genre
Net zoals het voorafgaande verhaal is The Reeve's Tale een fabliau: een kort, komisch en schunnig verhaal in versvorm. De ondertoon ervan is nochtans niet echt vrolijk, maar veeleer verbitterd.

### Thema
The Reeve's Tale gaat over wraak. De seks van Aleyn met de dochter van de molenaar is in feite een verkrachting om de hoogmoedige molenaar te treffen met zijn maagdelijke dochter.
And up he rist and by the wenche he crepte

This wenche lay uprighte and faste slepte

Til he so ny was er she myghte espie

That it had been to late for to crie

And shortly for to seyn, they were aton.

RvT 273-277
En hij stond op en kroop bij de deerne

Deze deerne lag op haar rug en sliep vast

Tot hij zo dichtbij was voordat ze hem kon zien

Zodat het te laat was om te roepen

En om het kort te zeggen, ze waren samen een.
Hetzelfde kan worden gezegd van de molenaarsvrouw. Door de truc met de wieg kruipt de vrouw bij John in bed, terwijl ze denkt dat ze bij haar man ligt.
But faire and wel she creep in to the clerk

And lith ful stille and wolde han caught a sleep

Withinne a while this John the clerk up leep,

And on this goode wyf he leith on soore.

So myrie a fit ne hadde she nat ful yoore

He priketh harde and depe as he were mad.

Rvt 308-311
Maar ze kroop goed en wel bij de student

En lag heel stil en zou in slaap gevallen zijn

Kort daarop sprong deze John de student op

En hij ging stevig op deze goede vrouw liggen

Ze had al lange tijd niet meer zo genoten

Hij stootte hard en diep alsof hij boos was
Beide vrouwen worden 'misbruikt' om wraak te nemen op Symkyn, die niet alleen een bedrieger is, maar ook een hoogmoedig man die met geweld aanzien wil afdwingen in zijn omgeving.
Ook het thema moraliteit komt aan bod. Het gedrag van de molenaar wordt openlijk afgekeurd, net zoals de hoogmoedige en boosaardige manier waarop zijn vrouw andere mensen behandelt. Zij blijkt in feite de onwettige dochter te zijn van een dorpspastoor, die daarbij de wetten van de Heilige Kerk heeft geschonden. Chaucer gebruikte in The Reeve's Tale veel beeldspraak met dieren, zoals varken, ekster en aap, die in zijn tijd in verband werden gebracht met allerlei zonden. Deze beeldspraak suggereert ook dat dit verhaal niet alleen humoristisch, maar ook moralistisch bedoeld is.

### Motief
Deze fabliau maakt gebruik van het motief, dat in het Engels 'cradle-trick' wordt genoemd: door het verplaatsen van een wieg van het ene bed naar het andere ontstaan allerlei misverstanden. Dit motief was heel populair in het middeleeuwse Europa en geen verzinsel van Chaucer zelf.

## Adaptatie
- The Reeve's Tale is een van de verhalen uit de succesvolle geanimeerde kortfilm The Canterbury Tales by Geoffrey Chaucer met tien verhalen uit The Canterbury Tales. De film behaalde in 1998 een nominatie tijdens de Academy Awards voor 'Best Animated Short Film' en won in 1999 de BAFTA voor 'Best Animated Short Film'. Bekende Britse acteurs, zoals Robert Lindsay en Sean Bean, leenden hun stem aan de reeks en voor de animaties werden pen en inkt tekeningen, klei-animatie en stencilanimatie gebruikt. Telkens wordt de kern van het verhaal vastgelegd. De dialogen van Chaucer zijn alledaagser gemaakt, hoewel deze aanpassingen nog genoeg referenties bevatten voor degenen die The Canterbury Tales kennen en tegelijkertijd de nieuwsgierigheid opwekken van de mensen, die ze misschien niet kennen.[9]
- In zijn film I racconti di Canterbury uit 1972, maakt Pier Paolo Pasolini een bewerking van The Reeve's Tale in het zesde verhaal. Hij laat twee studenten fabelachtige nachten beleven met Molly, de vrouw van de molenaar.